# Frankenstein (film, 1994)
Pour les articles homonymes, voir Frankenstein.
Pour plus de détails, voir Fiche technique et Distribution.
Frankenstein ou Frankenstein d'après Mary Shelley (Mary Shelley's Frankenstein) est un film britannico-nippo-américain réalisé par Kenneth Branagh et sorti en 1994.
Le film est adapté du roman épistolaire Frankenstein ou le Prométhée moderne publié anonymement le 1er janvier 1818 par Mary Shelley, et traduit pour la première fois en français par Jules Saladin, en 1821.

## Synopsis
Océan Arctique, 1794. Le capitaine Robert Walton dirige une expédition pour découvrir un passage maritime au pôle Nord, alors même que son équipage menace de se mutiner tant l'entreprise est risquée. Tandis que leur navire est pris dans les glaces de la mer Arctique, les marins entendent au loin un hurlement puis découvrent un homme qui voyage seul à travers les glaces. Quand ce dernier se rend compte à quel point Walton est obsédé par l'idée d'atteindre son but, il lui demande s'il partagerait sa folie ? Il révèle alors son nom : Victor Frankenstein et commence à raconter son histoire.
Victor est le fils du riche baron Genevois Alphonse Frankenstein et de Caroline, son épouse. Il grandit avec sa sœur adoptive, Elizabeth Lavenza, qui deviendra l'amour de sa vie. Des années plus tard, Caroline meurt en donnant naissance à son second enfant, William. Peu avant de partir pour l'université d'Ingolstadt, Victor jure sur la tombe de sa mère qu'il trouvera un jour un moyen de vaincre la mort. La nuit de sa remise de diplôme, Victor et Elizabeth promettent de se marier quand il reviendra de ses études et le jeune homme reçoit de son père un journal intime.
À l'université, les références de Victor aux œuvres d'alchimistes comme Paracelse, le Grand Albert, et Cornelius Agrippa lui attirent l'antipathie du professeur Krempe. Il n'en trouve pas moins un ami en son condisciple Henry Clerval et un mentor en le professeur Waldman. Victor en vient à croire que la seule façon de tromper la mort est de créer la vie. Waldman avertit toutefois Victor de ne pas pousser jusqu'au bout sa théorie ; lui-même l'a fait autrefois mais a mis fin à ses expériences parce qu'il s'est ensuivi une « abomination ». Alors qu'il procède à des vaccinations, Waldman est tué par un patient récalcitrant, qui sera rapidement rattrapé et pendu. Atterré par la perte du professeur, Victor pénètre dans son laboratoire et s'empare de ses notes, puis commence à travailler sur sa propre création. Il passe alors des mois d'efforts à créer un être à partir de corps de divers défunts, dont Waldman et le meurtrier de ce dernier. Son travail obsessionnel met à mal sa relation avec Elizabeth à qui il n'écrit plus. Une nuit enfin, Victor finit par donner vie à sa créature, mais celle-ci se révèle immonde et déficiente ; il décide alors de mettre fin à l'expérience, dont il a rédigé chaque étape sur son journal. Cependant, la créature finit par s'échapper, le précieux document dans ses haillons.
Livrée à elle même dans une ville meurtrie par le choléra, la créature est agressée par la population locale en raison de sa monstruosité. Elle parvient toutefois à se défaire de ses poursuivants grâce à sa force physique décuplée et s'enfuit dans la forêt. Pendant des mois, le monstre se cache dans la grange d'une famille démunie sans se montrer et les aide secrètement comme un ange veillant sur eux. Il apprend également à parler puis à lire, notamment grâce au journal de Victor qu'il découvre sur lui. Un jour, il sauve d'une agression le père de famille aveugle qui l'accueille dans son foyer, mais finit par se faire chasser par le fils qui le découvre. Humiliée et attristée, la créature finit de lire le journal et comprend qu'elle n'est que le fruit d'une expérience scientifique. Prise de colère, elle met alors le feu à la maison abandonnée par la famille et prend la route de Genève en jurant de se venger de son créateur.
A Genève, la famille Frankenstein coule des jours heureux, Victor ayant depuis longtemps laissé son passé de côté. Un jour pourtant, alors que le jeune William jouait seul en forêt, il tombe par hasard sur la créature et s'enfuit en laissant tomber un médaillon à l'effigie de son frère. Le monstre le ramasse, comprend le lien de parenté, et pourchasse le garçon. La famille et les domestiques recherchent William jusque tard le soir, y compris Justine, secrètement amoureuse de Victor depuis l'enfance. N'ayant pas trouvé le garçon, elle s'endort dans une grange où la créature la découvre et dépose le médaillon sur elle sans la réveiller. Le jeune garçon est finalement retrouvé mort, sous l'effroi d'Elizabeth, Victor et son père. Le lendemain, les autorités préviennent les Frankenstein que Justine a été arrêtée et accusée du meurtre du garçon. La famille tente de la sauver mais Justine finit par être lynchée par une foule incontrôlable.
Le soir, Victor est abordé par la créature qui lui ordonne de la rencontrer sur le glacier. Dépassé par les derniers événements, Victor part seul au rendez-vous armé. Cependant, la créature plus forte et plus rapide neutralise l'homme qui finit sonné. Victor se réveille près d'un feu et la créature assise en face de lui. Le monstre avoue le meurtre de William et demande à son créateur qui sont les gens qui le constitue. Victor lui rétorque qu'il n'est seulement qu'un ensemble de matériaux bien qu'il sache lire, parler et jouer de la flûte. Le monstre ne souhaite pas la mort de son créateur mais lui exige qu'il lui fabrique une épouse, comme lui, afin de ne plus être seul et rejeté. S'il s'exécute, il promet de disparaître pour toujours avec sa compagne ; en cas de refus, il assouvira toute la haine en lui. Victor consent alors à s'exécuter.
Victor tente de convaincre Elisabeth qu'il doit revenir à ses expériences qui avaient failli jadis les séparer ; en vain. Contraint d'accomplir sa sombre besogne, l'homme commence à rassembler les outils qu'il avait utilisés autrefois, mais quand la créature lui apporte le corps de Justine pour fabriquer sa mariée, Victor rompt sa promesse. Furieux, le monstre le menace qu'il ira à ses noces si on lui refuse les siennes. Victor décide de renouer avec Elizabeth qui exige en contre-parti de tout lui révéler. Les deux jeunes gens se marient sous la bénédiction de son père puis partent pour leur lune de miel flanqués de gardes du corps. Mais l’aîné des Frankenstein, traumatisé par la mort de William, finit par s'éteindre avec la créature à son chevet. Un soir, et malgré toutes les précautions, la créature retrouve le couple et après avoir fait diversion en jouant de la flûte, il pénètre dans la chambre nuptiale d'Elizabeth. La jeune femme le supplie mais il la tue en lui arrachant le cœur et parvient à fuir ses poursuivants.
Dévasté par ce nouveau drame, Victor retourne au château familial bien décidé à ramener Elizabeth à la vie. Henry tente de l'en dissuader et lui apprend la mort de son père. N'ayant plus rien à perdre, Victor reconstitue Elizabeth en une nuit en utilisant également le corps de Justine. Elizabeth finit par revivre quoique défigurée et déficiente. Tous les deux sont réunis dans un moment rapide de bonheur jusqu'à ce que la créature apparaisse et tombe amoureuse d’Elizabeth. Celle-ci la regarde, se touche le visage et comprend qu'elle est aussi un monstre. Victor et le monstre se battent alors pour la possession d'Elizabeth, mais horrifiée de ce qu'elle est devenue, elle se suicide en mettant le feu à son propre corps, qui finit par dévorer la demeure des Frankenstein.
Victor termine ainsi son récit sur le navire du capitaine Walton. Il a poursuivi sa créature pendant des mois avec l'intention de la tuer. Peu de temps après, l'homme finit par mourir d'épuisement. C'est un Walton sceptique qui rejoint ses hommes, néanmoins toujours décidé à faire voile au nord. Soudain, les marins entendent un hurlement provenant de la cabine où Frankenstein repose. Ils y trouvent la créature en pleurs près du corps de son créateur. Quand Walton lui demande la raison de sa tristesse, le monstre lui répond que « c'était son père ». Walton lui accorde alors un bûcher funèbre mais la cérémonie est interrompue quand la glace autour du navire se fissure brusquement. Les marins parviennent à regagner leur bateau, le capitaine en dernier qui demande au monstre de les rejoindre. Mais ce dernier « en a fini avec les hommes » ; il saisit la torche, regagne la glace et s'immole avec le corps de Frankenstein et son journal tandis que le navire s'éloigne du bûcher en feu. Comprenant où pouvait mener la folie, Walton renonce alors à son projet démentiel et ordonne de rentrer.

## Fiche technique
Sauf indication contraire, les informations mentionnées dans cette section peuvent être confirmées par la base de données cinématographiques IMDb,  présente dans la section « Liens externes ».
- Titre français : Frankenstein
- Titre original complet : Mary Shelley's Frankenstein
- Titre québécois : Frankenstein d'après Mary Shelley
- Réalisation : Kenneth Branagh
- Scénario : Steph Lady et Frank Darabont, d'après le roman Frankenstein ou le Prométhée moderne de Mary Shelley
- Musique : Patrick Doyle
- Décors : Tim Harvey
- Costumes : James Acheson
- Photographie : Roger Pratt
- Montage : Andrew Marcus
- Producteur : Francis Ford Coppola
- Sociétés de production : TriStar, Japan Satellite Broadcasting, The IndieProd Company et American Zoetrope
- Sociétés de distribution : TriStar (États-Unis), Columbia TriStar Films (France)
- Pays de production :  États-Unis,  Japon,  Royaume-Uni
- Budget : 45 millions de dollars
- Langue originale : anglais
- Format : Couleurs - 1,85:1 - 35 mm - son Dolby-SDDS
- Dates de sortie :
  - États-Unis : 4 novembre 1994
  - France : 11 janvier 1995

## Distribution
- Robert De Niro (VFB : Jean-Paul Dermont) : la créature[1] / le malade du choléra
- Kenneth Branagh (VFB : Jean-Daniel Nicodème) : le docteur Victor Frankenstein
- Tom Hulce (VFB : Sylvain Goldberg) : Henry Clerval
- Helena Bonham Carter (VFB : Stéphane Excoffier) : Elizabeth Lavenza Frankenstein
- Aidan Quinn (VFB : Robert Guilmard) : le capitaine Robert Walton
- Ian Holm : le baron Alphonse Frankenstein, le père de Victor
- Richard Briers : le grand-père aveugle
- John Cleese : le professeur Waldman
- Robert Hardy : le professeur Krempe
- Cherie Lunghi : Caroline Beaufort Frankenstein, la mère de Victor
- Celia Imrie : Mme Moritz
- Trevyn McDowell : Justine Moritz
- Gerard Horan : Claude
- Mark Hadfield (VFB : Olivier Cuvellier) : Felix
- Joanna Roth : Marie
- Ryan Smith : William Frankenstein, le frère cadet de Victor
- Hugh Bonneville : Schiller
- Jenny Galloway : la femme du vendeur
- Patrick Doyle : le chef d'orchestre du bal (non crédité)
- Alex Lowe : un membre d'équipage du capitaine Walton
- Stuart Hazeldine :  un homme dans la scène de foule (non crédité)
- Fay Ripley : Whore (scènes coupées)
- Rory Jennings : Victor Frankenstein, jeune
- Hannah Taylor Gordon : Elizabeth Lavenza, jeune
- Christina Cuttall : Justine Moritz, jeune
- Charles Wyn-Davies : William Frankenstein, jeune

## Production

### Genèse et développement
Steph Lady et Frank Darabont écrivent le scénario à la suite du succès du film Dracula (1992) de Francis Ford Coppola. Ce dernier envisageait de le réaliser comme un film lié à son précédent. La réalisation est finalement confiée à Kenneth Branagh, alors que Tim Burton avait été un temps envisagé. Francis Ford Coppola demeure lié au film en tant que producteur avec entre autres, James V. Hart, scénariste du film Dracula. Le titre original du film, Mary Shelley's Frankenstein (Frankenstein d'après Mary Shelley) suit d'ailleurs le modèle du titre original du film de Coppola, Bram Stoker's Dracula (Dracula d'après Bram Stoker). Il s'agit en réalité d'une décision juridique car le titre simple Frankenstein était la propriété d'Universal Pictures depuis le film sorti en 1931.

### Attribution des rôles
Kenneth Branagh — également réalisateur et producteur — prête ses traits à Victor Frankenstein. Le rôle de sa créature revient à Robert de Niro. Plusieurs acteurs avaient été envisagés comme Arnold Schwarzenegger, Andy García et Gérard Depardieu. Adepte de la méthode de l'Actors Studio, l'acteur américain a étudié plusieurs victimes d'accidents vasculaires cérébraux pour préparer son rôle et travailler notamment la voix de la créature.
Kenneth Branagh voulait initialement engager sa compagne de l'époque Emma Thompson pour le rôle d'Elizabeth. Mais elle avait déjà accepté de tourner Carrington (1995). Kenneth Branagh a accepté ce choix, pensant que le rôle était bien mieux pour elle. Alors que Kate Winslet a auditionné pour le rôle, c'est finalement Helena Bonham Carter qui est choisie.
Le rôle du professeur Waldman était initialement prévu pour Sean Connery. Christophe Lambert avait initialement été choisi pour incarner Henry Clerval, mais il est finalement remplacé par Tom Hulce peu de temps avant le début du tournage.

### Tournage
Le tournage du film s'est déroulé d'octobre 1993 à février 1994 en Angleterre (studios de Shepperton) et en Suisse (Alpes suisses).
Sur le tournage, Kenneth Branagh insiste pour que la créature ne soit jamais appelée « monstre ». Il préfère qu'elle soit appelée The Sharp-Featured Man (littéralement « L'homme aux traits pointus »).
Producteur du film, Francis Ford Coppola a de nombreux désaccords avec le réalisateur Kenneth Branagh. Le cinéaste américain reniera le film en raison notamment du montage final. Frank Darabont exprimera plus tard lui aussi des réserves sur le travail du réalisateur britannique.

## Distinctions
- Nomination au prix de la meilleure photographie, lors de la British Society of Cinematographers 1994.
- Nomination à l'Oscar des meilleurs maquillages (Daniel Parker, Paul Engelen et Carol Hemming) en 1995.
- Nomination au prix du meilleur film d'horreur, meilleur scénario, meilleur acteur (Kenneth Branagh), meilleure actrice (Helena Bonham Carter), meilleur second rôle masculin (Robert De Niro), meilleure musique et meilleurs maquillages, lors de l'Académie des films de science-fiction, fantastique et horreur 1995.
- Nomination au prix des meilleurs décors, lors des BAFTA Awards 1995.
- Nomination au prix du meilleur mixage son (Gerard McCann), lors de la Motion Picture Sound Editors 1995.

## Du roman au film
Bien que cette adaptation soit considérée comme une des plus fidèles au livre, il n'en reste pas moins bon nombre de libertés :
- L'histoire débute normalement par une série de lettres écrites par Robert Walton à sa sœur restée en Angleterre[4] ; le film lui, débute directement par l'expédition du navire au milieu des glaces.
- Une vingtaine de jours s'écouleront entre le moment où Victor Frankenstein sera recueilli à bord du navire de Walton et le début de la narration de son histoire à ce dernier[5], qui s'écoule sur une semaine[6]. Dans le film, Frankenstein raconte son histoire peu après être monté à bord et probablement en quelques heures.
- Dans le livre, la mère de Victor meurt des suites de la scarlatine après avoir soigné Elisabeth, qui elle, put en guérir[7] ; dans le film, elle meurt en accouchant de William.
- Dans le livre toujours, Henry Clerval est un ami d'enfance de Victor [8] et ne pourra suivre ce dernier malgré sa volonté d'effectuer les mêmes études[9]. Dans le film, les deux hommes se rencontrent à l'université d'Ingolstadt.
- Victor fait des études de médecine dans le film ; dans le roman, c'est dans la science physique et la chimie[10].
- Le professeur Waldman est un personnage secondaire dans le livre voire un ami[11]. Dans le film au contraire, c'est lui qui est à l'origine des travaux visant à rendre la vie[12], recherches auxquelles le professeur a renoncé car elles conduisaient à une abomination. Il devient par la suite le mentor de Victor avant d'être victime d'un coup de couteau. Son cerveau servira à confectionner la créature.
- Si le film prend le temps de mettre en place des éléments menant à la création de la créature, le livre lui se contente de décrire la création de manière bien plus négligée[13].
- Alors que plusieurs scènes ou personnages de l'histoire viennent naturellement dans le film, beaucoup sont simplement annoncés par l'intermédiaire de lettres adressées à Victor par ses proches alors qu'il est toujours à Ingolstadt. Ainsi en va-t-il du personnage de Justine[14] ou encore de la mort de William, la jeune victime ayant été retrouvée par son père et non Elizabeth[15].
- Quand la créature retrouve Victor pour la première fois dans le film, elle lui demande de la retrouver sur le glacier. Dans le livre, Victor ne fait qu'apercevoir la créature qui s'échappe dans la montagne et en déduira alors sa culpabilité quant à la mort de William[16]. Ce n'est que plus tard que les deux protagonistes se retrouveront par hasard lors d'une excursion de Victor en montagne[17].
- Victor a deux frères dans le livre : William et Ernest [18]. C'est d'ailleurs ce dernier qui annonce à Victor l'arrestation de Justine [19]. Ernest n'apparaît pas dans le film et ce sont les autorités qui annoncent la nouvelle.
- Dans le livre, Justine Moritz est jugée et reconnue coupable du meurtre de William. En attente de son exécution, elle affirme à ses proches être prête à mourir[20]. Dans le film, Justine ne passe pas en jugement et est lynchée par une foule en colère.
- Dans le livre, la créature décrit sa vie avec la famille de paysans quand il se retrouve face à Frankenstein[21]. Dans le film, cette séquence est intégrée à la chronologie linéaire de l'action.
- Lors de cette séquence, l'homme aveugle invite la créature chez lui après qu'il l'ait sauvé d'une agression ; dans le roman, la créature s'invite d'elle-même pour essayer de se faire accepter par la famille[22].
- Le journal de Frankenstein prend une place prépondérante dans le film, là ou le roman se contente de quelques notes[23].
- Sur le trajet le menant à Genève, la créature sauvera une fillette de la noyade et se fera tirer dessus par un proche parent de l'enfant qui n'avait pas assisté au sauvetage ; d'où un sentiment de haine renforcé chez la créature envers le genre humain. Cette scène est éclipsée du film[24].
- Le film ne montre pas non plus le voyage qu'entreprend Victor avec Henry à travers la Grande-Bretagne qui le mènera à confectionner la nouvelle créature sur une île écossaise[25]. Victor détruira son œuvre avant de l'avoir achevée sous le regard de la créature qui l'avait secrètement suivi et qui le menacera de s'inviter à ses noces[26]. Dans le film, Victor refuse d'achever son œuvre car la créature voulait utiliser le corps de Justine pour concevoir sa compagne.
- Henry Clerval est l'un des rares personnages à rester en vie dans le film mais pas dans le roman où l'homme est assassiné par la créature sur la côte irlandaise. Frankenstein sera accusé du meurtre et se retrouvera en prison jusqu'à ce que son père vienne le chercher[27].
- Dans le livre, la créature tue Elizabeth en l'étranglant peu avant que Frankenstein n'entre dans la chambre[28]. Dans le film, Elizabeth se fait arracher le cœur. Victor la ramènera à la vie en la croisant avec le corps de Justine, avant qu'Elizabeth ne s'immole par le feu, des scènes qui n'ont cependant pas lieu dans le roman où les deux jeunes femmes sont laissées en paix après leur mort.
- Le père de Victor décède dans le livre dans les bras de son fils après la mort d'Elisabeth[29]. Le film montre le corps d'Alphonse Frankenstein auprès de la créature, sans pour autant savoir s'il s'agit d'un meurtre ou d'une mort naturelle.
- Le film montre un Walton sceptique quant à l'histoire de Frankenstein alors qu'elle lui semble cohérente dans le livre[30].
- La fin est également un peu différente du livre au film. Dans ce dernier, la créature s'immole avec son créateur ce qui incitera Walton à abandonner son projet de passage du Nord-Ouest. Dans le roman, l'équipage persuade leur capitaine de faire demi-tour alors que Frankenstein est encore en vie[31]. La créature pénétrera ensuite dans la chambre et discutera un moment avec Walton, avant de quitter le navire avec l'intention de se sacrifier par le feu[32].